# Giv'at Admot
Giv'at Admot (hebrejsky: גבעת אדמות) je vrch o nadmořské výšce 29 metrů v severním Izraeli, na okraji údolí řeky Jordán.
Leží cca 15 kilometrů jižně od města Tiberias na východním úpatí vysočiny Ramat Sirin. Má podobu nevýrazného odlesněného pahorku. Na jeho západní straně leží lokalita Churvat Adamot (חרבת אדמות), jež uchovává zbytky starověkého a středověkého osídlení. Jižně od kopce protéká vádí Nachal Adama, na severní straně je to vádí Nachal Chagal. Po východním úpatí prochází lokální silnice 7188, která vede do vesnice Gešer ležící 1,5 kilometru jihovýchodně odtud.